# Zaratornis stresemanni
El cotinga cariblanco (Zaratornis stresemanni), también denominado cotinga de mejilla blanca (en Perú) o cotinga de cara blanca, es una especie de ave paseriforme en la familia Cotingidae. Es monotípica dentro del género Zaratornis. Es endémica en los Andes en el centro-oeste de Perú.

## Distribución y hábitat
Se distribuye por los Andes del occidente de Perú, desde La Libertad hasta Ayacucho.
Esta especie es considerada rara y local en sus hábitats naturales: los bosques dominados por Polylepis y Gynoxys, principalmente en altitudes de 3700 a 4300 m cerca del límite del bosque, pero, en la estación seca (entre agosto y noviembre), ocurre hasta los 2700 m en bosques mixtos y ocasionalmente hasta los 2000 m. Este movimiento estacional puede significar que es solamente capaz de mantener altas poblaciones en valles con una continuidad de bosques oligotérmicos y mesotérmicos.

## Descripción
Mide en promedio 21 cm de longitud. El pico es gris azulado y el iris rojo. La corona es negra contrastando con la cara blanca; por arriba es anteado, estriado de oscuro. La garganta y pecho son gris parduzco; por abajo es anteado, ampliamente estriado negruzco.

## Comportamiento
Usualmente es visto solitario o a los pares, a menudo encaramado inmóvil, erecto, en lo alto de un arbusto o árbol bajo. Parece perezoso, usualmente bastante manso. No acompaña bandadas mixtas. Ocurre junto a Ampelion rubrocristatus, con cuyo comportamiento se asemeja.

### Alimentación
Se alimenta principalmente de bayas de dos especies de muérdago, una de ellas de flores anaranjadas, de las cuales parece ser el principal agente dispersor de semillas.

### Reproduccíón
La construcción del nido ha sido registrada en marzo, y nidos con huevos y pichones han sido encontrados en mayo.

### Vocalización
Usualmente es callado, pero emite un sonido nasal como de rana, alto y de timbre bajo, «reh-reh-reh-rrrrr-rE-rE» con duración de cerca de cuatro segundos.

## Estado de conservación
El cotinga cariblanco había sido calificadao como «vulnerable» por la Unión Internacional para la Conservación de la Naturaleza (IUCN), debido a que su reducida población total, se sospecha estar decayendo lentamente en línea con las tasas de destrucción y degradación de su hábitat; sin embargo en nueva evaluzación en 2023, fue recalificado como «casi amenazado» y su población total estimada entre estimada en 2500 a 10 000 individuos,

### Amenazas
Incendios descontrolados y pastoreo pesado evitan la regeneración de Polylepis. El corte de árboles para madera, leña y carbón es localmente destructivo, pero podría ser sostenible si se permitiera la regeneración. Los bosques nublados de la pendiente del Pacífico, ocupados por la especie en la estación no reproductiva, están amenazados por el pastoreo de cabras que evitan la regeneración del bosque. Otros factores incluyen la substitución de camélidos por creación de ovinos y vacunos, y los proyectos de reforestación inadecuados, en particular con el uso de plantas exóticas.

### Acciones de conservación
Han ocurrido investigaciones sobre Polylepis y los hábitats de altitud, y se propusieron medidas de conservación. El norte de la zona de la especie (excluyendo Oyón) está mayormente dentro del parque nacional Huascarán en Áncash, pero el desmate continúa. Una pequeña población está protegida en la reserva nacional Pampa Galeras en Ayacucho, que está débilmente establecida. Un sitio no reproductivo, el bosque Zárate, en Lima, ha sido anunciado recientemente como zona reservada.

## Sistemática

### Descripción original
La especie Z. stresemanni y el género Zaratornis fueron descritos por primera vez por la ornitóloga alemana en Perú Maria Koepcke en 1954 bajo el mismo nombre científico; la localidad tipo es «Zárate, cerca de San Bartolomé, margen del Río Rímac, Lima, Perú, altitud 2700 m». El holotipo, una hembra adulta recolectada el 12 de octubre de 1953, se encuentra depositado en el Museo de Historia Natural de la Universidad Nacional Mayor de San Marcos bajo el número Kp 1019.

### Etimología
El nombre genérico masculino «Zaratornis» es una combinación del bosque Zárate, donde el ave fue originalmente encontrada, y de la palabra del griego  «ornis, ornithos» que significa ‘pájaro’; y el nombre de la especie «stresemanni», conmemora al ornitólogo, explorador y colector alemán Erwin Friedrich Theodor Stresemann (1889-1972).

### Taxonomía
Es monotípica. La especie fue algunas veces incluida en un género Ampelion ampliado, pero difiere en detalles de la estructura del cráneo y en el plumaje.
Berv & Prum (2014) produjeron una extensa filogenia para la familia Cotingidae reflejando muchas de las divisiones anteriores e incluyendo nuevas relaciones entre los taxones, donde se propone el reconocimiento de cinco subfamilias. De acuerdo a esta clasificación, Zaratornis pertenece a una subfamilia Phytotominae Swainson, 1837, junto a Phytotoma, Phibalura, Doliornis y Ampelion. El Comité de Clasificación de Sudamérica (SACC) aguarda propuestas para modificar la secuencia linear de los géneros y reconocer las subfamilias.